# Evangelii nuntiandi
 (février 2023).
Si vous disposez d'ouvrages ou d'articles de référence ou si vous connaissez des sites web de qualité traitant du thème abordé ici, merci de compléter l'article en donnant les références utiles à sa vérifiabilité et en les liant à la section « Notes et références ».
Evangelii nuntiandi est une exhortation apostolique émise le 8 décembre 1975 par le pape Paul VI à la suite des travaux du synode sur ce thème (du 7 septembre 1974 au 26 octobre 1974). Elle traite de l'évangélisation et affirme le rôle de tout chrétien (et pas seulement des prêtres ordonnés) dans la diffusion de la religion catholique.
Elle tire son nom des premiers mots de l'exhortation (incipit), comme le veut l'usage des écrits de l'Église catholique romaine : « Evangelii nuntiandi studium nostrae aetatis hominibus », c'est-à-dire « l'effort pour annoncer l'Évangile aux hommes de notre temps ».

## Contenu
L'exhortation a une introduction suivie de sept sections. Cette introduction présente l'évangélisation comme le premier service de l'Église. La première section met en évidence le lien entre le Christ évangélisateur et son Église qui imite son exemple. Dans la deuxième section, Paul VI et le Synode des évêques proposent une définition de l'évangélisation en contraste avec toutes les autres conceptions possibles du terme. La troisième section explique le contenu de l'évangélisation. Le quatrième décrit les méthodes d'évangélisation. La cinquième désigne les bénéficiaires de l'évangélisation tandis que la sixième section clarifie qui sont les ouvriers de l'évangélisation. La septième et dernière section traite de l'Esprit d'évangélisation.

## Effets
Cette exhortation apostolique donna un élan missionnaire nouveau à l'Église catholique et inspira l'enseignement de Jean-Paul II.

## Contenu
Les numéros indiquent les chapitres : 
1. Encouragement particulier à l’évangélisation (1 à 5)
2. Du Christ évangélisateur à une Église évangélisatrice (6 à 16)
3. Qu'est-ce qu'évangéliser ? (17 à 24)
4. Le contenu de l'évangélisation (25 à 39)
5. Les voies de l'évangélisation (40 à 48)
6. Les destinataires de l'évangélisation (49 à 58)
7. Les ouvriers de l'évangélisation (59 à 73)
8. L’esprit de l'évangélisation (74 à  80)
9. Conclusion (81)

## Citation
"Il n'y a pas d'évangelisation vraie si le nom, l'enseignement, la vie, les promesses, le Règne, le mystère de Jesus de Nazareth Fils de Dieu ne sont pas annoncés." (EN 22)